# Вулиця Зенітного полку
Вулиця Зенітного полку — вулиця у місті Біла Церква на масиві Незалежності.  Простягається вздовж 3-го мікрорайону та заходить в середину 4-го мікрорайону.

## Об'єкти
- Білоцерківська загальноосвітня школа І-ІІІ ступенів № 20 (буд. 121).
- Білоцерківська загальноосвітня школа І-ІІІ ступенів № 21 (буд. 127).
- Дошкільний навчальний заклад (центр розвитку дитини) № 12 «Джерельце» (буд.137)
- Дошкільний навчальний заклад (центр розвитку дитини) № 17 «Усмішка» (буд. 139)
- Дошкільний навчальний заклад (ясла-садок) комбінованого типу № 24 «Світанок» (буд.36)[2]

## Зображення
|  |  |